# Bryoptera colita
Bryoptera colita là một loài bướm đêm trong họ Geometridae.